# Bada (cratère)
Pour les articles homonymes, voir Bada (homonymie).
Le cratère Bada est un cratère d'impact de 2.52 km de diamètre situé sur Mars dans le quadrangle de Lunae Palus. Il a été nommé en référence à la ville de Bada en Russie.